# Silvio Nickol
Silvio Nickol (* 21. Januar 1975 in Hoyerswerda) ist ein deutscher Koch.

## Werdegang
Nach der 1991 begonnenen Kochlehre wechselte Nickol 1994 zu Lothar Eiermanns Zwei-Sterne-Restaurant Wald- & Schlosshotel Friedrichsruhe in Zweiflingen und 1997 als Chef de Partie zum Drei-Sterne-Restaurant zu Harald Wohlfahrt in die Schwarzwaldstube im Hotel Traube Tonbach in Baiersbronn. 1999 folgte der Scholteshof von Roger Souvereyns in Stevoort (Belgien), wo er als Sous-Chef arbeitete.
Zur Schwarzwaldstube kehrte er 2001, in der Position als Sous-Chef, zurück. Es folgte 2005 ein Wechsel zur Köhlerstube in der Traube Tonbach als stellvertretender Küchenchef. Sodann arbeitete er ab 2006 bei Heinz Winkler in Aschau.
Küchenchef des Schlossstern im Schloss Velden am Wörthersee wurde er 2007; das Restaurant wurde unter seiner Leitung 2009 mit zwei Michelin-Sternen ausgezeichnet.
Seit 2011 führt er das Silvio Nickol Gourmetrestaurant im Palais Coburg in Wien. Auch hier hält er seit 2012 zwei Michelin-Sterne. 
2014 wurde die Weinkarte mit über 5.000 Positionen vom britischen Magazin „The World of Fine Wine“ als Beste Weinkarte der Welt ausgezeichnet.

## Auszeichnungen
- 2009: zwei Michelin-Sterne im Schlossstern
- 2010: Trophé Gourmet für die Kreativste Küche, À la Carte
- 2012: zwei Michelin-Sterne im Silvio Nickol Gourmetrestaurant
- 2014: „Koch des Jahres“ Gault&Millau – von Silvio Nickol in „Team des Jahres“ umbenannt
- 2017: 5 Hauben und 19 Punkte, Gault&Millau (jährlich bestätigt)[2]